# Viatka
Viatkaponnyn är en mycket sällsynt hästras som riskerar att dö ut. Den härstammar från Ryssland. Viatkaponnyn är en mycket mångsidig ras och har använts som små arbetsponnyer och dragare och är med största sannolikhet en av de närmaste ättlingarna till tarpanen, tillsammans med den polska rasen konik. Viatkan är tålig mot kyla och är immun mot insektsbett som annars kan drabba andra hästar. Trots detta har rasen varit hotad av utrotning i flera årtionden och inga åtgärder har gjorts för att rädda rasen. 

## Historia
Man vet inte mycket om denna ras mer än att den är en ättling i rakt nedstigande led till den primitiva, utdöda Tarpanen. Ponnyn har sitt ursprung vid floderna Vjatka och Obva i Ryssland. De användes mest inom jordbruket och även för att dra traditionella vagnar som drogs av tre hästar samtidigt, så kallade trojka. 
Under alla århundraden influerades Viatkan av bland annat konikponnyer och hästar från Estland som importerades för att arbeta i gruvorna i Uralbergen. De estniska hästarna hade dock gott inflytande på viatkan som under 1800-talet räknades som en av de bästa dragarna i Ryssland. Men industrialiseringen och mekaniseringen ledde till att antalet Viatkahästar sjönk kraftigt och många viatkaponnyer korsades även med tyngre kallblodshästar eller travhästar som orlovtravare och Rysk travare för att få fram större ridhästar istället. 
1980 gjordes en stor undersökning bland hästuppfödare och hästägare för att kontrollera hästbeståndet och man räknade viatkaponnyerna till cirka 2000 exemplar, vilket är lågt i ett så stort land, och troligtvis är siffran ännu lägre idag. Rasen avlas inte heller på något större stuteri i Ryssland utan enbart i litet antal av lokala bönder i Ryssland, samt även Ukraina, och är därför nära att dö ut. Inget arbete har lagts på att rädda rasen.

## Egenskaper
Viatkan är en medelstor, robust ponny med ett litet huvud på en ganska kraftig, lätt rundad hals. Käken och pannan är breda och nosprofilen är rak, men med en skarpt sluttning vid mulen. Ögonen är små och sitter ganska tätt. I motsats till sitt lite ruggiga, primitiva utseende har rasen en ganska lyxig, silkeslen man och svans och pälsen blir otroligt lång och tjock under vintern. 
Viatkan är mycket mångsidig ras med stort kurage och uthållighet. Rasen är lugn, balanserad och lätthanterlig och även om den används mest inom lättare jordbruk så används de även som körhästar och ridhästar. Viatkan är ofta stickelhårig i fux, brun, svart eller black och visar ofta primitiva tecken som en ål (mörkare rand längs ryggraden) eller zebratecken på benen. 